# Le Samyn des Dames 2019
Pour la course masculine, voir Le Samyn 2019.
La 8e édition du Samyn des Dames a eu lieu le 5 mars 2019. La course fait partie du calendrier international féminin UCI 2019 en catégorie 1.2 et de la Lotto Cycling Cup pour Dames 2019. Elle se déroule en même temps que l'épreuve masculine. 
Elle est remportée par la néerlandaise Jip van den Bos, en solitaire, devant ses anciens compagnons d'échappée Daniela Gaß et Demi de Jong.

## Présentation

### Équipes
| Équipes féminines professionnelles (17)- Alé Cipollini - Astana Women's - BePink - Biehler Pro Cycling - Bizkaia-Durango - Boels Dolmans - Doltcini-Van Eyck Sport - FDJ-Nouvelle Aquitaine-Futuroscope - Health Mate-Ladies Team - Hitec Products - Lotto Soudal Ladies - Mexx-Watersley International - Movistar Team - Parkhotel Valkenburg-Destil - Top Girls Fassa Bortolo - Trek-Segafredo - Virtu Cycling Women Équipe féminines amateur (8)- Equano - Illi-Bikes - Isorex - Jan van Arckel - Jos Feron Lady Force - Keukens Redant - Multum Accountants - Wielerclub de sprinters Malderen Équipe régionale et de club- Centre mondial du cyclisme |
| |

## Récit de la course
Le parcours vallonné entraîne de nombreuses cassures et un groupe d'une vingtaine de coureuses mène la course à 35 kilomètres de l'arrivée. Huit d'entre elles parviennent à prendre le large juste avant le dernier tour de circuit : l'italienne Barbara Guarischi, les néerlandaises Jip van den Bos et Demi de Jong, les allemandes Daniela Gaß et Romy Kasper, la polonaise Małgorzata Jasińska ainsi que l'australienne Lauretta Hanson. Maëlle Grossetête tente de les rejoindre pendant plusieurs kilomètres avant d'être reprise par ce qu'il reste du peloton. Dans le dernier secteur pavé, à 5 kilomètres de l'arrivée, Jip van den Bos parvient à s'extraire du groupe de tête et s'impose en solitaire devant Daniela Gaß et Demi de Jong.

## Classements

### Classement final
| \| Classement général \| Classement général \| Classement général \| Classement général \| Classement général \| \| Coureuse \| Coureuse \| Pays \| Équipe \| Temps \| \| ------------------ \| ------------------- \| ------------------ \| ---------------------------------- \| ------------------ \| \| 1re \| Jip van den Bos \| Pays-Bas \| Boels Dolmans \| 2 h 32 min 10 s \| \| 2e \| Daniela Gaß \| Allemagne \| Equano \| + 56 s \| \| 3e \| Demi de Jong \| Pays-Bas \| Lotto Soudal Ladies \| + 56 s \| \| 4e \| Lauretta Hanson \| Australie \| Trek-Segafredo \| + 56 s \| \| 5e \| Barbara Guarischi \| Italie \| Virtu Cycling Women \| + 56 s \| \| 6e \| Romy Kasper \| Allemagne \| Alé Cipollini \| + 56 s \| \| 7e \| Małgorzata Jasińska \| Pologne \| Movistar Team \| + 58 s \| \| 8e \| Marta Bastianelli \| Italie \| Virtu Cycling Women \| + 1 min 37 s \| \| 9e \| Lotte Kopecky \| Belgique \| Lotto Soudal Ladies \| + 1 min 37 s \| \| 10e \| Eugénie Duval \| France \| FDJ-Nouvelle Aquitaine-Futuroscope \| + 1 min 37 s \| |                     |           |                                    |                 |
| |                     |           |                                    |                 |
| Source : ProCyclingStats |                     |           |                                    |                 |
| Classement général |                     |           |                                    |                 |
| Coureuse | Coureuse            | Pays      | Équipe                             | Temps           |
| 1re | Jip van den Bos     | Pays-Bas  | Boels Dolmans                      | 2 h 32 min 10 s |
| 2e | Daniela Gaß         | Allemagne | Equano                             | + 56 s          |
| 3e | Demi de Jong        | Pays-Bas  | Lotto Soudal Ladies                | + 56 s          |
| 4e | Lauretta Hanson     | Australie | Trek-Segafredo                     | + 56 s          |
| 5e | Barbara Guarischi   | Italie    | Virtu Cycling Women                | + 56 s          |
| 6e | Romy Kasper         | Allemagne | Alé Cipollini                      | + 56 s          |
| 7e | Małgorzata Jasińska | Pologne   | Movistar Team                      | + 58 s          |
| 8e | Marta Bastianelli   | Italie    | Virtu Cycling Women                | + 1 min 37 s    |
| 9e | Lotte Kopecky       | Belgique  | Lotto Soudal Ladies                | + 1 min 37 s    |
| 10e | Eugénie Duval       | France    | FDJ-Nouvelle Aquitaine-Futuroscope | + 1 min 37 s    |

### Points UCI
| Position           | 1er | 2e | 3e | 4e | 5e | 6e | 7e | 8e à 10e |
| Classement général | 40  | 30 | 25 | 20 | 15 | 10 | 5  | 3        |

## Liste des participants
Source.